# 新反对派
新反对派（俄语：Новая оппозиция），又称列宁格勒反对派（Ленинградская оппозиция），是1925年—1926年全联盟共产党（布尔什维克）内部存在的一个政治反对派，主要代表人物包括格里戈里·季诺维也夫、列夫·加米涅夫、格里戈里·索科利尼科夫、娜杰日达·克鲁普斯卡娅和米哈伊尔·拉舍维奇等。季诺维也夫于1925年发表的《列宁主义》和《时代的哲学》是该派的代表作。该派认为，新经济政策不是进步，而是一种战略退却，称之为“国家资本主义”，并认为苏维埃政权可能受到小资产阶级和富农阶级的影响，只有依靠无产阶级和贫农，才能保障社会主义的发展。他们严厉批评联共（布）中央的农民政策，认为这是向富农妥协，忽视了贫农，反对尼古拉·布哈林提出的“让农民发财”口号，认为过度强调新经济政策会掩盖其消极和危险的因素，主张优先发展国有工业。该派还认为，社会主义不可能在一国范围内取得最终胜利，必须通过国际范围的斗争才能彻底战胜资本主义。在俄国虽然可以开始建设社会主义，因为无产阶级足够强大，经济条件具备，政治形势有利于有效建设社会主义，但不可能在一国最终建成，因此必须依赖共产国际和国际工人阶级的支持。新反对派还严厉批评联共（布）中央和中央书记处，要求扩大党内民主，主张通过增加工人党员的数量以确保党保持无产阶级政党的性质，并强烈反对约瑟夫·斯大林的“党的领袖”地位和“一人统治”。1925年12月，联共（布）第十四次代表大会召开，斯大林以打击派系分裂为借口，取消传统的会前讨论，阻止新反对派撰写的“四人纲领”发表；会上，新反对派的主张遭到大多数代表的反对，只有列宁格勒代表团支持该派。随后，季诺维也夫、加米涅夫、索柯利尼柯夫等人陆续被撤销领导职务。1926年，新反对派与列夫·托洛茨基领导的左翼反对派结成联合反对派。苏联共产党曾长期批判新反对派是机会主义派系。